# Trollslottet
Trollslottet är ett berg i Antarktis. Det ligger i Östantarktis. Norge gör anspråk på området. Toppen på Trollslottet är 2 737 meter över havet, eller 773 meter över den omgivande terrängen. Bredden vid basen är 6,8 km.
Terrängen runt Trollslottet är varierad. Trakten är obefolkad. Det finns inga samhällen i närheten.